# ماونت هرمون، شهرستان آلمانس، کارولینای شمالی
ماونت هرمون (به انگلیسی: Mount Hermon) یک منطقهٔ مسکونی در ایالات متحده آمریکا است که در شهرستان المنس، کارولینای شمالی واقع شده‌است.